# Cascata di Sardagna
La cascata di Sardagna è una cascata che partendo dal centro abitato di Sardagna, giunge a valle presso il rione di san Nicolò di Ravina e quindi a Trento, in Trentino. La cascata è ben visibile da quasi ogni punto di Trento.

## Descrizione

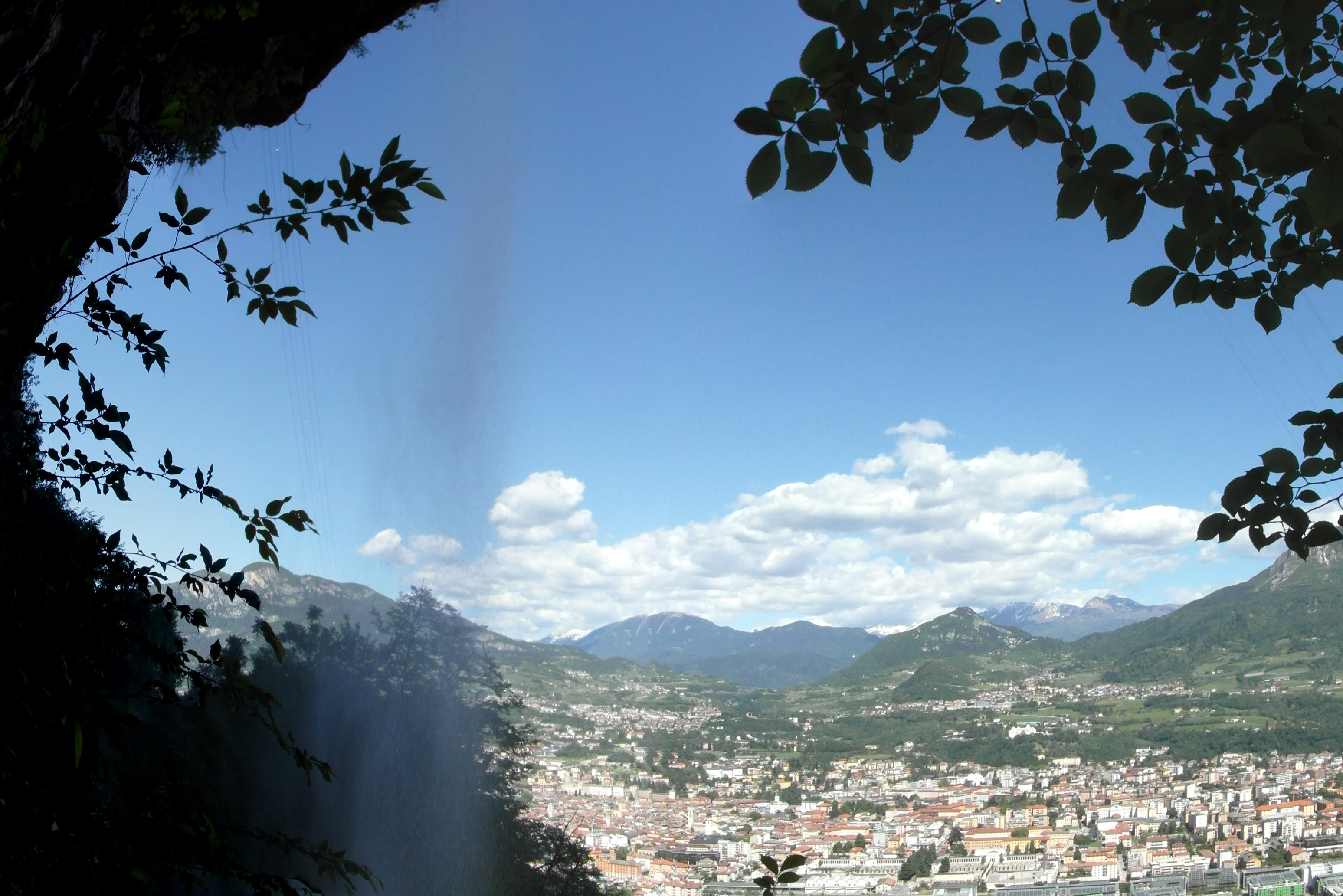
Vista di Trento da dietro la cascata

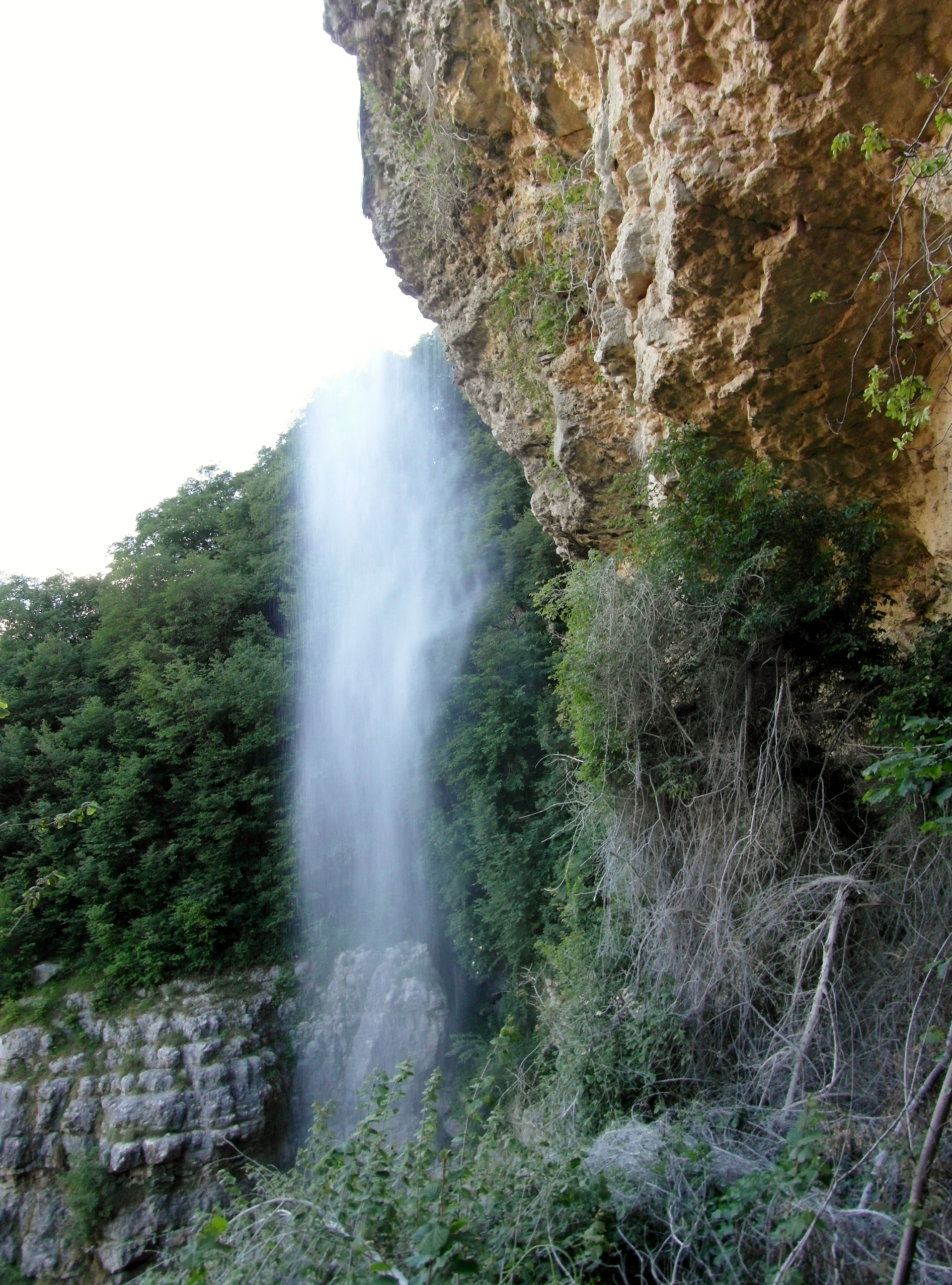
Vista laterale della cascata

La cascata parte nei pressi del cimitero di Sardagna e della chiesa cimiteriale, da dove compie un balzo di 174 metri, fino a giungere la località di san Nicolò. Da qui il piccolo rio prosegue ancora per trecento metri circa, fino a sfociare nel fiume Adige.
La cascata fa parte anche dello stemma dell'antico comune e della famiglia nobile dei Sardagna.
La cascata ha raggiunto nel 1921 la massima altezza del cono ghiacciato pari a 20 metri, formatosi dallo stillicidio dell'acqua a temperatura prossima a zero gradi centigradi.

## Avvicinamento
Si deve passare il cancello per entrare nel rione san Nicolò, a sinistra del maso abbandonato Sigismondo Thun (240 m s.l.m. circa). Se questo è chiuso basta citofonare per farsi aprire. Una volta varcato il cancello, si costeggia il rio sulla sua sinistra orografica, risalendo il vigneto. Nella parte più alta del vigneto, nei pressi delle casette delle api, parte il sentiero. Questo, poco curato e un po' selvaggio, parte largo e pianeggiante, ma in breve diventa stretto e irto. In circa un'ora di salita, per un dislivello di circa 100 metri, si giunge alla parete, dove una cengia porta direttamente dietro alla cascata. Qui vi è un panorama su Trento. Per la discesa si consiglia la via utilizzata per l'andata.

## Parete di roccia
Accanto alla cascata vi è una parete di roccia dove si può giungere Sardagna arrampicando; tale via è nota come Ne Veden, e presenta un grado di difficoltà massima pari a 8a per uno sviluppo verticale paria a 145 metri. Essa si trova tra la cascata e la funivia di Sardagna.

## Leggende
Esiste una leggenda su questa cascata racconta la storia di un pastore che porta il gregge a pascolare sul monte Bondone ma precipita da una parete; la moglie andandolo a cercare lo trova morto e inizia a piangere creando così la cascata.